# بيرتي ميرهول
بيرتي ميرهول (بالنرويجية: Bjarte Myrhol) مواليد 29 مايو 1982 في أوسلو، هو لاعب كرة يد نرويجي. مثل منتخب النرويج لكرة اليد.

## سجل المنافسة
شارك في البطولات التالية:
- بطولة أوروبا لكرة اليد للرجال 2012
- بطولة أوروبا لكرة اليد للرجال 2014
- بطولة أوروبا لكرة اليد للرجال 2016

## معرض صور

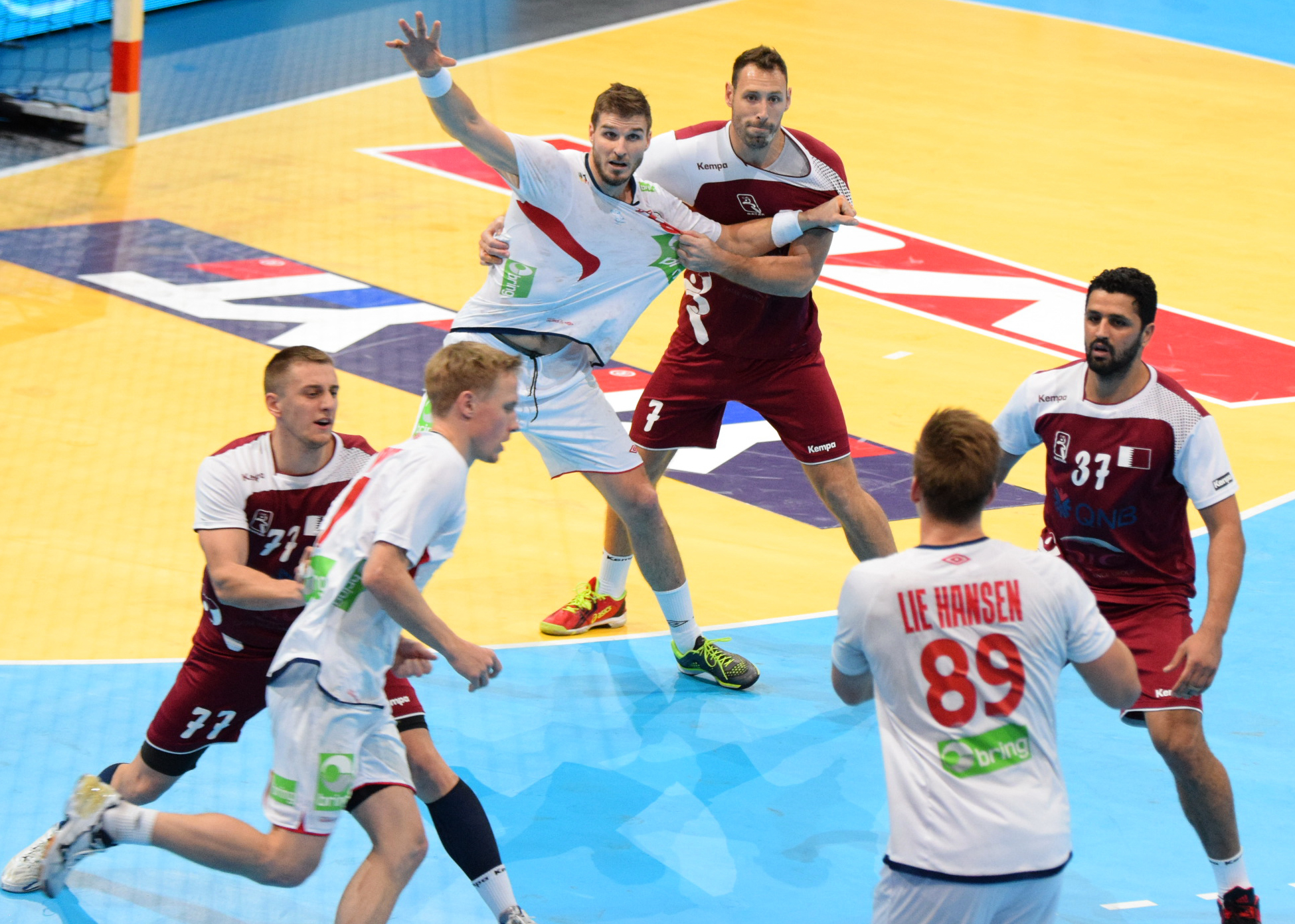
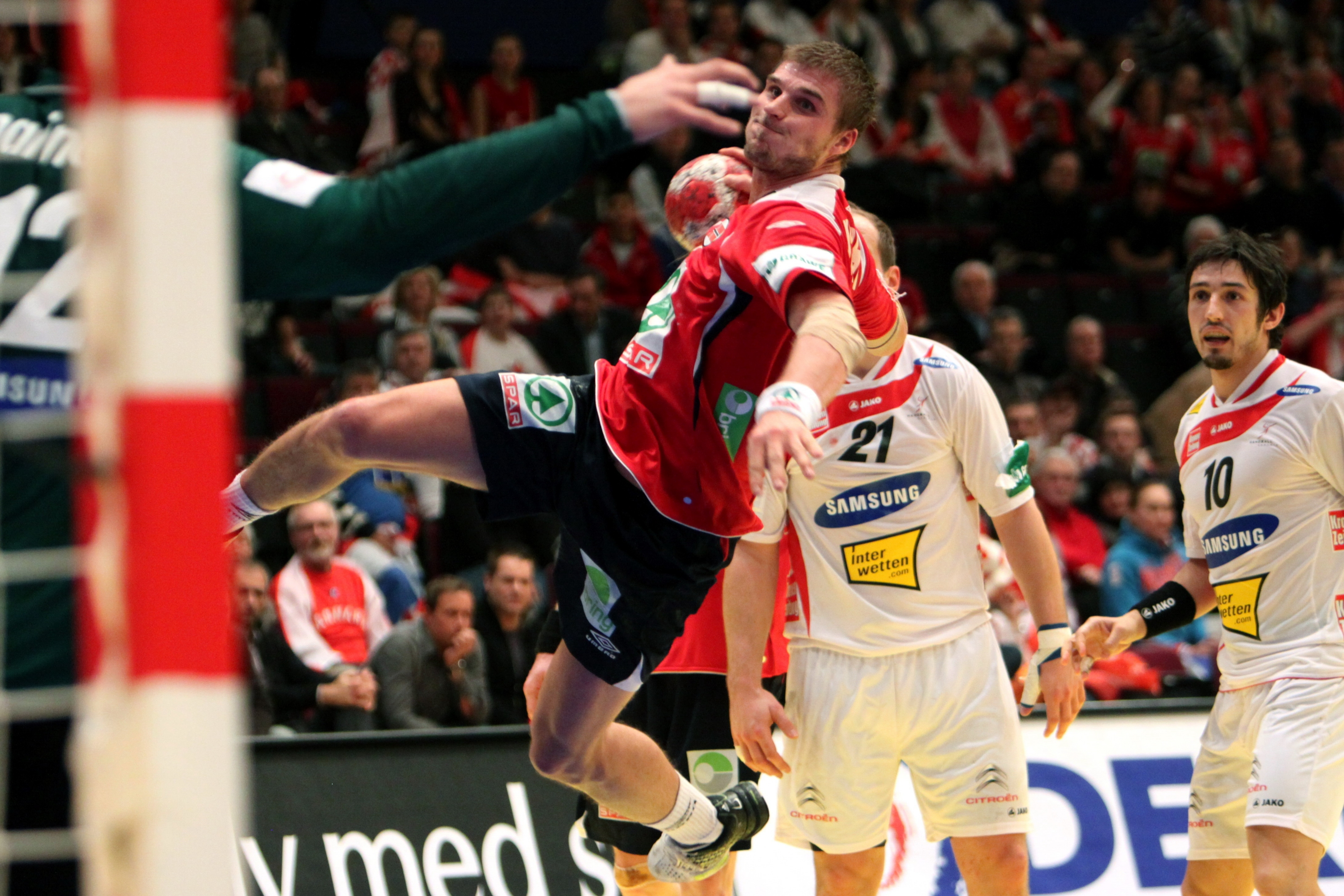
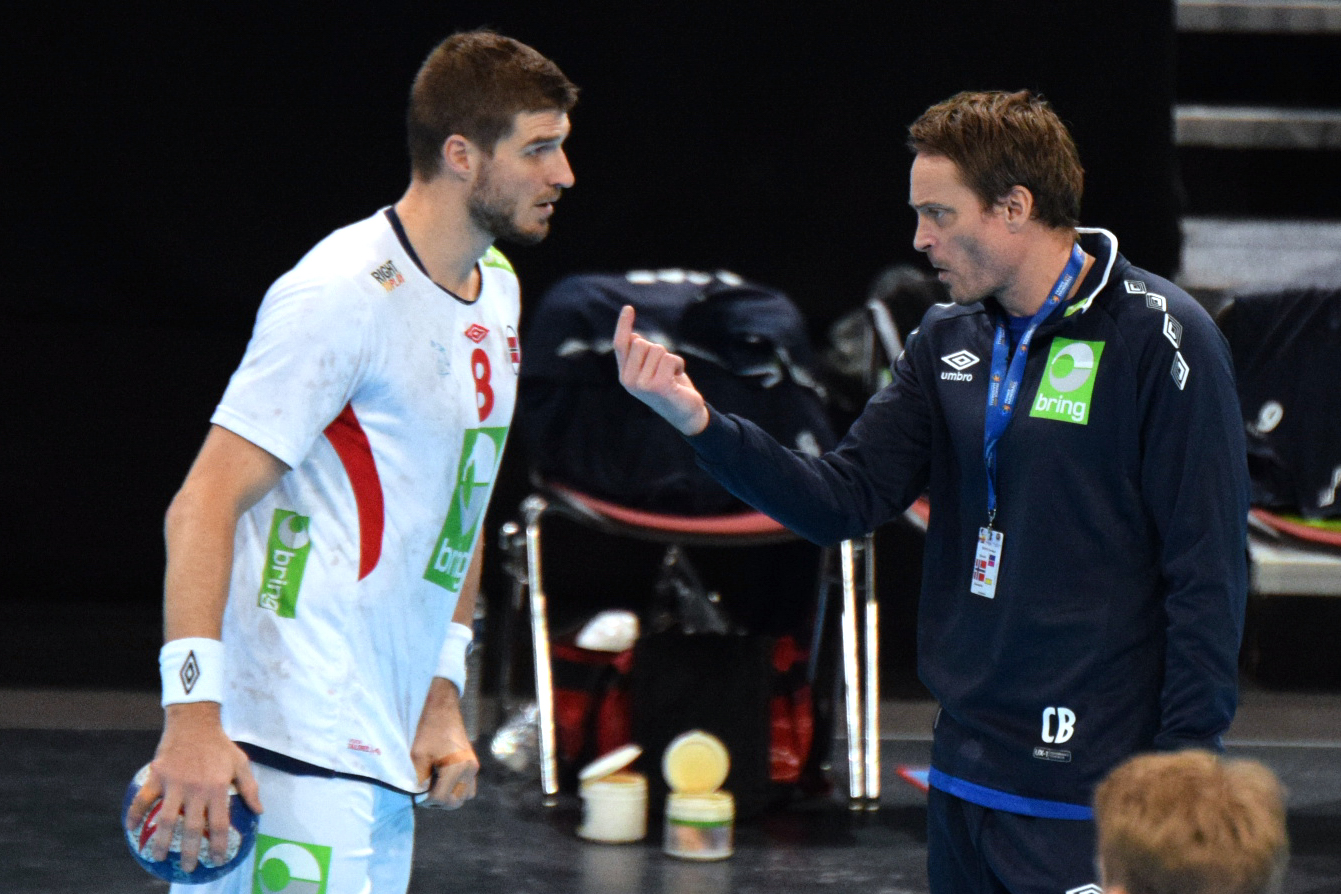
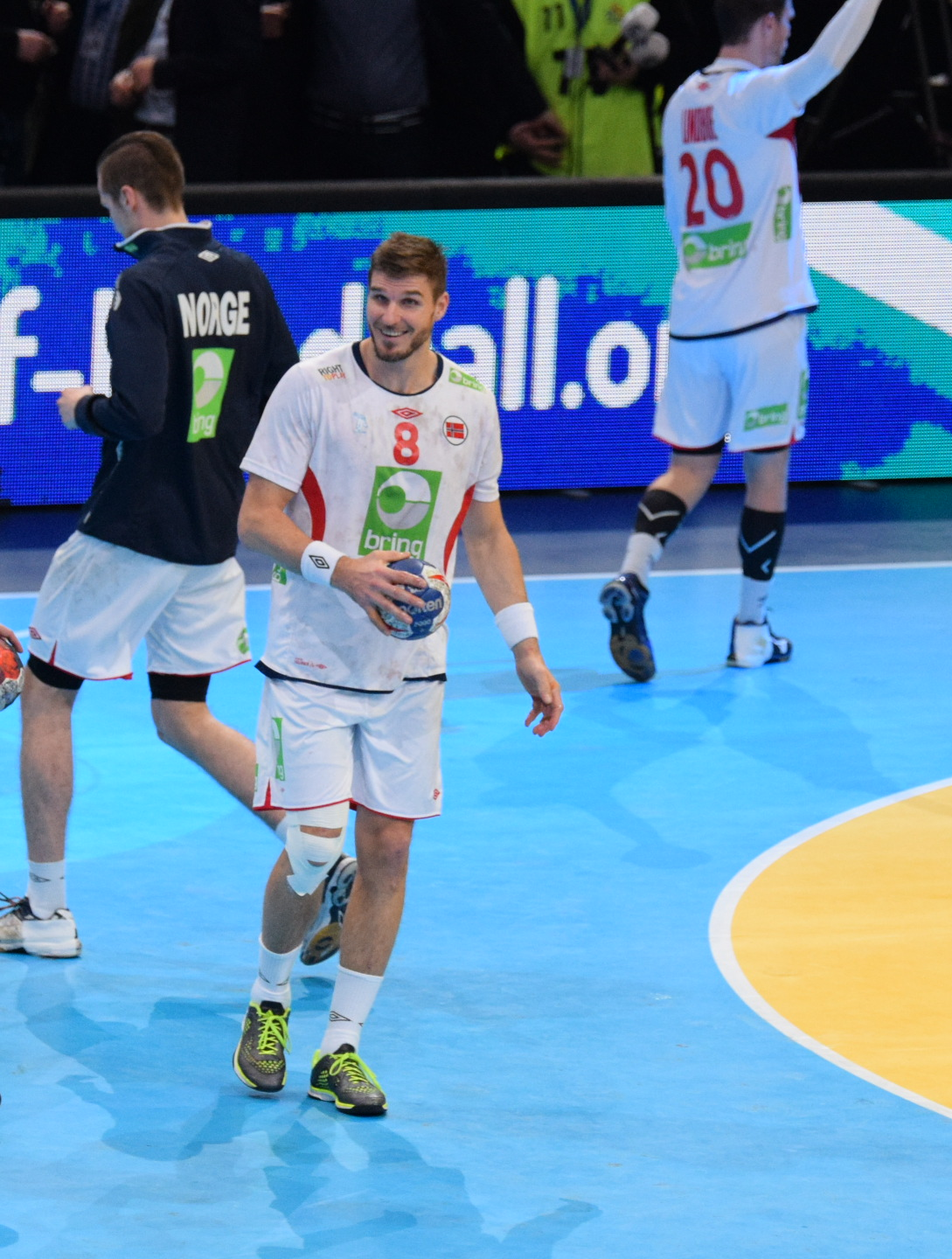
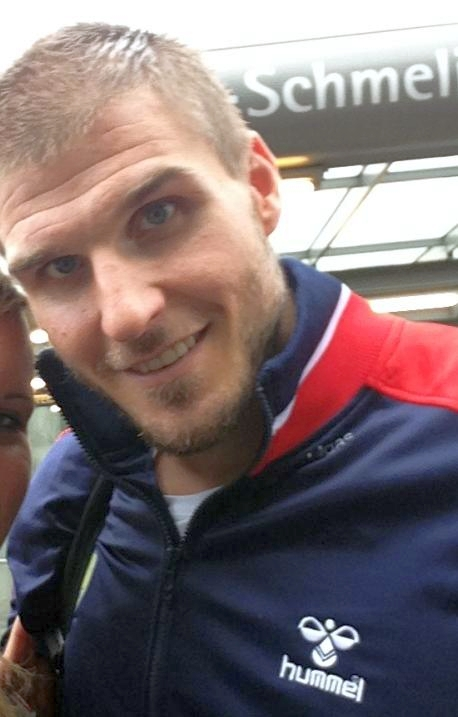

## روابط خارجية
- بيرتي ميرهول على موقع الاتحاد الدولي لكرة اليد (الإنجليزية)
- بيرتي ميرهول على موقع الاتحاد الأوروبي لكرة اليد (الإنجليزية)
- بيرتي ميرهول على موقع الاتحاد النرويجي لكرة اليد (النرويجية)
- بيرتي ميرهول على موقع اللجنة الأولمبية الدولية (الإنجليزية)
- بيرتي ميرهول على موقع أوليمبيديا (الإنجليزية)